# فرانسوا کریستوف
فرانسواز کریستوف (فرانسوی: Françoise Christophe‎؛ ۳ فوریه ۱۹۲۳ – ۸ ژانویه ۲۰۱۲) هنرپیشه اهل فرانسه بود.
از فیلم‌ها یا برنامه‌های تلویزیونی که وی در آنها نقش داشته‌است می‌توان به وصیت‌نامه اورفه، بورسالینو، سه تفنگدار و فانتوماس در برابر اسکاتلندیارد اشاره کرد.

## پیوندد به بیرون
- فرانسوا کریستوف در بانک اطلاعات اینترنتی فیلم‌ها (IMDb)